# 法蘭克·亨南洛特
法蘭克·亨南洛特（英語：Frank Henenlotter，1950年8月29日—），美國男導演、編劇和電影史學家。以執導恐怖喜劇作品而聞名，如《篮子里的恶魔》（1982年）、《腦損傷》（1988年）和《科學怪妓》（1990年）。
亨南洛特雖然被外界視為恐怖片製作者，但本人表示更傾向於被歸類為「剝削」電影製作者，如在2010年所述：「剝削電影有一種態度比什麼都重要——一種你在好萊塢主流作品中找不到的態度，有點粗暴、粗俗，無論是性、毒品還是搖滾，涉及人們通常不會觸及的玩意兒。我從未覺得拍過所謂的『恐怖片』，而是剝削電影才對。」

## 早期生活
法蘭克·亨南洛特1950年8月29日生於紐約市。他在1982年接受《Fangoria》採訪時回憶，1958年左右在電視上看的《殭屍谷》（1946年）是自己記得看過的首部電影。他還記得看過《狼人》（1941年）早年在電視上的播出，9歲時到戲院看過《奪命第六感》（1959年）。14歲左右，亨南洛特開始用8毫米胶片拍影片。

## 作品列表
| 年份 | 標題                                   | 導演 | 編劇 | 附註                                                     |
| ---- | -------------------------------------- | ---- | ---- | -------------------------------------------------------- |
| 1972 | 《利刃斬殺》（The Slash of the Knife） | 是   |      | 短片                                                     |
| 1982 | 《篮子里的恶魔》                       | 是   | 是   |                                                          |
| 1988 | 《腦損傷》                             | 是   | 是   |                                                          |
| 1990 | 《篮子里的恶魔2》                      | 是   | 是   |                                                          |
| 1990 | 《科學怪妓》                           | 是   | 是   | 與羅伯特·「巴布」·馬丁合作編劇                           |
| 1991 | 《篮子里的恶魔3》                      | 是   | 是   |                                                          |
| 2008 | 《恐怖相親》                           | 是   | 是   |                                                          |
| 2010 | 《赫舍尔·戈登·刘易斯：血腥教父》（Herschell Gordon Lewis: The Godfather of Gore）   | 是   |      | 紀錄片；與吉米·馬斯隆（Jimmy Maslon）合作執導                        |
| 2013 | 《那是性冲动！》（That's Sexploitation!）                   | 是   | 是   | 紀錄片；與唐納·A·戴維斯（Donald A. Davis）、大衛·F·傅利曼合作執導和編劇 |
| 2015 | 《追逐班克斯》（Chasing Banksy）                     | 是   | 是   | 紀錄片；與安東尼·斯尼德（Anthony Sneed）合作編劇                      |
| 2018 | 《煮沸天使：麥克·戴安納的審判》（Boiled Angels: The Trial of Mike Diana）    | 是   |      | 紀錄片                                                   |